# Erotética
La erotética (también lógica erotética, lógica interrogativa o lógica de las preguntas y respuestas) (Del griego antiguo έρωτητική ('érotitikí', interrogativo), en Aristóteles 'διαλεκτική έρωτητική' (interrogativo dialéctico) y también derivado de ἐρωτάω (erotáo) 'interrogar; por implicación pedir, requerir'.) es el estudio de las expresiones en las que se manifiestan preguntas, expresiones interrogativas o erotemas, lo mismo que las respuestas correspondientes. Para ello se basa en las reglas de la lógica no clásica y de la lingüística. 

## Origen
Ya en Aristóteles se detectan estructuras formales de las preguntas cuando distingue entre la dialéctica interrogativa, que es el arte de preguntar, y la apodíctica, que no lo es.
La idea fue desarrollada originalmente por Richard Whately y retomada por Eugeniu Sperantia en 1936. En 1940 , RG Collingwood publicó Un ensayo sobre metafísica en el que examinó las presuposiciones en declaraciones y preguntas. De hecho, afirmó: "Cada declaración que alguien hace alguna vez se hace en respuesta a una pregunta". En 1955, Mary Prior y Arthur N. Prior presentaron su artículo Lógica Erotética. En 1966, Nuel Belnap escribió "Preguntas, respuestas y presuposiciones".
Recientemente en 2011 , Anna Brożek publicó La teoría de las preguntas.
Otros autores que han contribuido a la erotética son Bernard Bolzano, Kazimierz Ajdukiewicz, Rudolf Carnap y Hans Reichenbach.

## Enfoques de la erotética
Mary Prior y Arthur Prior señalan que hay dos categorías básicas en las preguntas, las de "Qué" y las de "Si" (condicional) y las de "Sí" pueden reducirse a "Qué".
Otros señalan que sintácticamente existen diferentes tipos de preguntas en las lenguas naturales:
- Preguntas categoría ("¿Vas a ir con el coche?")
- Pregunta hipótesis  ("Cuando el sol brilla, ¿prefieres ir caminando?")
- Preguntas disyunción  ("¿conduces o caminas?")
- Cinco Preguntas
- Preguntas de toma de decisiones: Sí o No ("¿caminas?")

Estos tipos de preguntas fueron paralelizados y combinados por Urs Egli quien diferencia entre preguntas categóricas e hipotéticas.
Para Felix Cohen cada pregunta es sinónimo de una ecuación funcional (en el caso de Cohen: conjunto de funciones) con una incógnita x. Si no hay argumentos adecuados para x, la pregunta no tiene sentido.